# باغ‌لی (آق‌سرای)
باغ‌لی (به ترکی استانبولی: Bağlı) یک منطقهٔ مسکونی در ترکیه است که در آق‌سرای واقع شده‌است. باغ‌لی ۵۳۷ نفر جمعیت دارد.